# Grmov
Grmov is een plaats in de gemeente Cres in de Kroatische provincie Primorje-Gorski Kotar. De plaats telt 2 inwoners (2001).